# ヌー族
ヌー族（ヌーぞく、中国語: 怒族、旧表記: 𱮐族）は、中国の少数民族のひとつ。漢字では怒族とも書き、どぞくとも読む。主に雲南省に住み、人口は約2万8000人（2000年）。チベット・ビルマ語派の言語を用いるが、周囲との差が激しく、碧江県、福貢県、蘭坪県などと通じない。独自の文字がなく、ほとんど中国語（漢字）を用いる。
ヌー族の名称はヌー族がヌー川（怒江）の両岸に住んでいるところから来ており、ヌー族は怒江と瀾滄江（メコン川）の両岸に古くから住む民族のひとつである。

## 言語
エスノローグ第19版でヌー族の言語とされているのは阿儂語、怒蘇語、柔若語の三種類であるがいずれの話者もリス語を話し、阿儂語話者に至ってはむしろリス語の方が母語となりつつある。ヌー族の多くがリス語を話す事ができるのは長きにわたってリス族との雑居を行ってきた為であるとされる。

## 自治地方

### 自治県
- 雲南省
  - 貢山トールン族ヌー族自治県

### 民族郷
- 福貢県
  - 匹河ヌー族郷